# Machadinho (radialista)
Augusto Machado de Campos Neto, mais conhecido como Machadinho, (Piracicaba, 28 de março de 1918 - São Paulo,8 de outubro de 1978) , foi um ator, radialista, comediante e jornalista brasileiro.

## Biografia
Filho de Antônio Augusto Machado de Campos e de Maria José Machado de Campos. Começou em rádio e esteve na TV Tupi na sua inauguração, participou de teleteatro, programas humorísticos, seriados e telenovelas.

## Carreira

### Televisão
- 1967 - A Intrusa

### Cinema
- 1949 - Luar do Sertão
- 1949 - Quase no Céu
- 1956 - Eva do Brasil
- 1956 - A Doutora É Muito Viva
- 1957 - Casei-me com um Xavante
- 1957 - Um Marido Barra-Limpa
- 1957 - Dorinha no Soçaite
- 1960 - As Aventuras de Pedro Malasartes
- 1960 - O Segredo de Diacuí
- 1962 - O Vendedor de Linguiças
- 1963 - Casinha Pequenina
- 1966 - O Corintiano
- 1968 - O Pequeno Mundo de Marcos
- 1969 - Sentinelas do Espaço
- 1969 - O Agente da Lei
- 1970 - Beto Rockfeller
- 1978 - A Noiva da Cidade